# Piperin
Piperin (1-Piperoylpiperidin) ist ein Piperidin-Alkaloid aus der Gruppe der Säureamid-Alkaloide. Es ist das Amid aus Piperinsäure und Piperidin und bildet einen farblosen bis gelblichen Feststoff mit monokliner Kristallstruktur.

## Geschichte
Piperin wurde erstmals 1819 von Hans Christian Ørsted isoliert. Die Struktur wurde aber erst 1850 aufgeklärt.

## Vorkommen

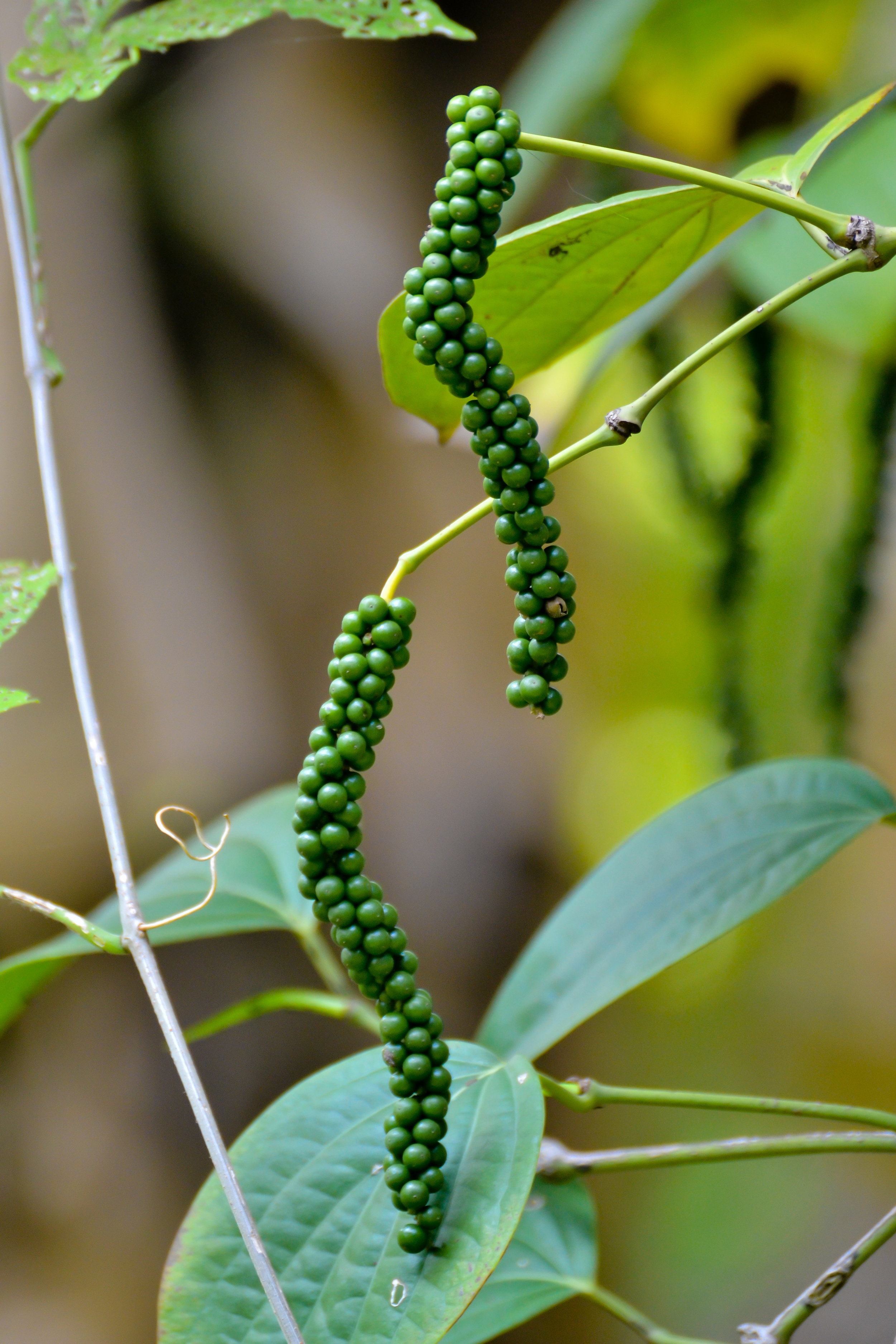
Früchte des schwarzen Pfeffers (Piper nigrum)

Piperin ist das Hauptalkaloid des schwarzen Pfeffers (Piper nigrum), das in den Samen (Pfefferkörnern) und dem Perikarp vorkommt, und ist der Träger des scharfen Pfeffergeschmacks. In den Blättern und Stängeln kommt es nicht vor. In mehreren Untersuchungen wurde der Piperingehalt in Pfefferkörnern zu 10,17 bis 11,68 %, zu 2 bis 7,4 % oder zu 5 bis 9 % bestimmt. Es findet sich auch in den anderen Handelsformen von Piper nigrum (in weißem, grünem und rotem Pfeffer). In grünem Pfeffer ist der Gehalt besonders hoch. Im weißen Pfeffer beträgt der Gehalt etwa 5–10 %.
Piperin findet sich außerdem im Langen Pfeffer (Piper longum) mit 3 bis 5 % sowie in Piper ribesoides und Piper retrofractum. Es wurde auch in diversen weiteren Piper-Arten nachgewiesen, darunter Piper capense, Piper chuba und Piper nepalense. Ein endophytischer Pilz von Piper nigrum, Colletotrichum gloeosporioides, kann ebenfalls Piperin bilden.
Neben dem Vorkommen in verschiedenen Piper-Arten wurde Piperin auch in Paradieskörnern (Aframomum melegueta) und im ätherischen Öl aus der Rinde von Rhamus caroliniana nachgewiesen. Es kommt außerdem in Ludwigia hyssopifolia aus der Gattung der Heusenkräuter vor, sowie in Alpinia purpurata.

## Biosynthese
Ausgangspunkt der Biosynthese des Piperidins in Pflanzen ist L-Lysin, das nach Bindung an Pyridoxalphosphat decarboxyliert wird. Durch oxidative Desaminierung entsteht 5-Aminopentanal, das zu ∆1-Piperidein zyklisiert wird.
Piperinsäure wird dabei durch Kondensation von Malonyl-Coenzym A und einem aktivierten Zimtsäurederivat bereitgestellt. Der letzte Schritt in der Biosynthese der Piperinsäure ist der Aufbau der Methylendioxystruktur des Benzodioxols durch ein selektives Cytochrom-P450-Enzym. Die Kondensation der Piperinsäure (in der Form von Piperoyl-Coenzym A) zum Amid wird durch eine selektive Acyltransferase katalysiert.
Piperinsäure kann durch weitere Säuren ersetzt werden, sodass etwa 50 Piper-Alkaloide vorkommen.

## Gewinnung und Darstellung
Piperin lässt sich synthetisch aus Piperidin und Piperinsäure herstellen, kann aber auch aus schwarzem Pfeffer mit Ethanol extrahiert und anschließend kristallisiert werden.
Verschiedene Methoden zur Extraktion von Piperin wurden beschrieben, z. B. durch Eisessig, mit Petrolether unter Mikrowelleneinwirkung, aus weißem Pfeffer mit ionischen Flüssigkeiten unter Einwirkung von Ultraschall, mit Methanol in einer Soxhlet-Apparatur, aus Langem Pfeffer mit Ethanol unter Einwirkung von Ultraschall.

## Reaktionen
Unter Lichteinfluss bilden sich Isomere mit (Z,Z)- (Chavicin, cis-cis), (Z,E)- (Isopiperin, cis-trans) und (E,Z)-Konfiguration (Isochavicin, trans-cis). Dies führt zum Schärfeverlust des Gewürzes, da die drei Isomere nur sehr wenig scharf schmecken. Der Umfang der Isomerisierung hängt sowohl von der Lichtstärke als auch von der Dauer der Einwirkung ab. Auch bestimmte Enzyme können die Isomerisierung katalysieren.
Durch saure oder basische Hydrolyse (z. B. durch alkoholische Kalilauge) lässt sich Piperin unter Wasseraufnahme in Piperidin und Piperinsäure spalten. Piperin ist eine schwache Base.

## Eigenschaften

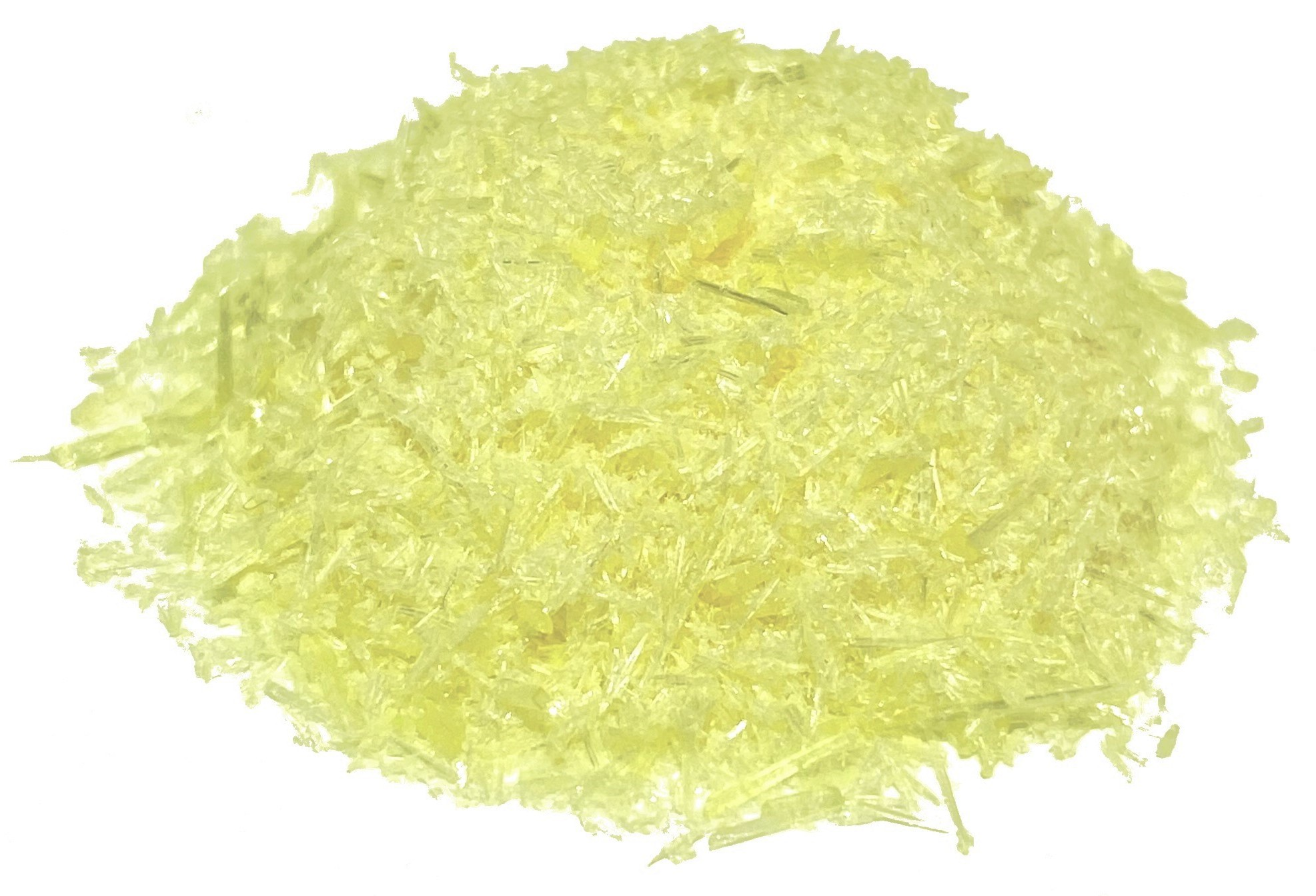
Piperinkristalle

Ähnlich wie Capsaicin hat auch Piperin einen scharfen Geschmack. Beim Piperin ist dieser an die trans-trans-Stellung [(E,E)] der beiden Doppelbindungen geknüpft, die drei anderen Stereoisomere, bei denen eine oder beide Doppelbindungen Z konfiguriert sind, schmecken wenig bis gar nicht scharf. Der scharfe Geschmack wird durch Aktivierung des Vanilloid-Rezeptors verursacht.
Piperin tritt in mindestens drei verschiedenen monoklinen Kristallstrukturen auf. Form I kristallisiert im monoklinen Kristallsystem in der Raumgruppe P21/n mit den Gitterparametern a = 8,743 Å; b = 13,364 Å, c = 13,147 Å und β = 108,66° sowie vier Formeleinheiten pro Elementarzelle. Form II kristallisiert im monoklinen Kristallsystem in der Raumgruppe P21/n mit den Gitterparametern a = 16,6510 Å; b = 9,5153 Å, c = 18,0362 Å und β = 99,587° sowie acht Formeleinheiten pro Elementarzelle. Form III kristallisiert im monoklinen Kristallsystem in der Raumgruppe C2/c mit den Gitterparametern a = 23,3983 Å; b = 10,0341 Å, c = 25,8291 Å und β = 108,545° sowie sechzehn Formeleinheiten pro Elementarzelle.

### Pharmakologie
1979 wurde Piperin als erster Bioenhancer beschrieben. Die Wirkung beruht auf mehreren verschiedenen Effekten: Piperin verbessert die Aufnahme anderer Stoffe im Magen-Darm-Trakt. Es inhibiert mehrere Enzyme, die mit der Wirkung von Medikamenten interferieren, darunter CYP450-Isoformen, die verschiedene Medikamente abbauen, sowie das Multidrug-Resistance-Protein 1, das Substanzen, darunter auch Medikamente, aus Zellen herauspumpt. Schließlich inhibiert es die UDP-Glucuronyltransferase, die für die Modifikation von Molekülen mit Glucuronsäure verantwortlich ist, durch die die Wasserlöslichkeit erhöht wird, was wiederum zu einer schnelleren Ausscheidung führt. Zum Beispiel wurde in einer Studie mit Mäusen gezeigt, dass Piperin die normalerweise schlechte Bioverfügbarkeit von Resveratrol deutlich verbessert. In einer Studie an Ratten verbesserte es die Bioverfügbarkeit von Ibuprofen. Auch für Tetracyclin und andere Medikamente ist ein positiver Effekt des Piperins auf die Bioverfügbarkeit belegt.
In verschiedenen Studien wurden viele pharmakologische Wirkungen des Piperins untersucht. So wirkt es antioxidativ, antibakteriell, antiviral und insektizid. Außerdem hat es möglicherweise entzündungshemmende und antidepressive Eigenschaften und wirkt möglicherweise gegen Krebszellen, Diabetes und Alzheimer. Piperin ist ein Agonist des Ionenkanals TRPV1. Es inhibiert Monoaminoxidase. Zu den entzündungshemmenden Eigenschaften liegen auch Daten aus Tierversuchen vor.
Piperin wird auch als Abnehm-Wundermittel angepriesen. Zwar wurde unter der Leitung von Ui-Hyun Park an der Sejong-Universität in Seoul eine Studie zur Wirkung von Piperin an menschlichen Zellkulturen durchgeführt, die ergab, dass die Substanz eine Neubildung von Fettzellen zu bremsen vermochte. Eine Wirksamkeit gegen Adipositas beim Menschen lässt sich daraus jedoch nicht ableiten.

### Toxikologie
In verschiedenen Studien konnten für Piperin in üblicherweise verzehrten Mengen keine negativen gesundheitlichen Effekte festgestellt werden.

## Verwendung
Piperin spielt eine wichtige Rolle für die Küche, da es für den scharfen Geschmack des Pfeffers verantwortlich ist, der eines der weltweit meistgenutzten Gewürze ist. Es wird auch als Aromastoff verwendet. In den USA wird es von der FEMA als GRAS (generally recognized as safe) eingestuft. In der EU ist es als Aromastoff ohne Mengen- oder andere Beschränkungen zugelassen.
Mit Stand 2020 wird Piperin noch kaum pharmazeutisch verwendet, obwohl umfangreiche Untersuchungen durchgeführt wurden und werden und eine zukünftige pharmazeutische Verwendung möglich erscheint. Auch pharmakologische Studien an Menschen wurden schon durchgeführt. Einer Verwendung als Pharmazeutikum steht unter anderem die schlechte Wasserslöslichkeit des Piperins entgegen. Ein Kombinationspräparat aus Rifampicin und Piperin wurde in einer klinischen Phase-III-Studie untersucht und lieferte bessere Resultate als die Kontrolle ohne Piperin.
Zum Teil wird Piperin als Nahrungsergänzungsmittel angeboten. Piperin spielt außerdem eine wichtige Rolle im Ayurveda.

## Nachweis
Piperin und seine Isomere können durch eine Kombination aus 1H-NMR und HPLC mit UV-Detektor nachgewiesen und unterschieden werden. Piperin kann auch durch GC-MS nachgewiesen werden.